# فهرست تخلف‌های رانندگی
در زیر فهرست تخلف‌های رانندگی به همراه مبلغ جریمه (آخرین به‌روزرسانی ۵ اردیبهشت ۱۳۹۹) هر یک ذکر شده‌است.
| ردیف | عنوان تخلف رانندگی | کلان‌شهرها، مراکز استان‌ها، جاده‌های بین شهری و مناطق آزاد تجاری-صنعتی | سایر شهرها | روستاها و راه‌های روستایی |
| ---- | --- | ------------------------------------------------------------------- | ---------- | ------------------------ |
| ۱    | هرگونه حرکات نمایشی مانند دور زدن درجا یا حرکت موتورسیکلت بر روی یک چرخ                                                                 | ۱٫۵۷۵٫۰۰۰                                                           | ۱٫۴۱۷٫۵۰۰  | ۷۸۷٫۵۰۰                  |
| ۲    | تجاوز از سرعت مجاز (بیش از ۳۰ کیلومتر بر ساعت)                                                                                          | ۲٫۱۰۰٫۰۰۰                                                           | ۱٫۸۹۰٫۰۰۰  | ۱٫۰۵۰٫۰۰۰                |
| ۳    | سبقت غیرمجاز در راه‌های دو طرفه | ۲٫۱۰۰٫۰۰۰                                                           | ۱٫۸۹۰٫۰۰۰  | ۱٫۰۵۰٫۰۰۰                |
| ۴    | عبور از چراغ قرمز راهنمایی و رانندگی | ۲٫۱۰۰٫۰۰۰                                                           | ۱٫۸۹۰٫۰۰۰  | ۱٫۰۵۰٫۰۰۰                |
| ۵    | حرکت به‌طور مارپیچ | ۱٫۵۷۵٫۰۰۰                                                           | ۱٫۴۱۷٫۵۰۰  | ۷۸۷٫۵۰۰                  |
| ۶    | حرکت با دنده عقب در آزاد راه‌ها و بزرگراه‌ها                                                                                              | ۱٫۵۷۵٫۰۰۰                                                           | ۱٫۴۱۷٫۵۰۰  | –                        |
| ۷    | رانندگی در حالت مستی و مصرف داروهای روان گردان یا افیونی                                                                                | ۴٫۲۰۰٫۰۰۰                                                           | ۴٫۲۰۰٫۰۰۰  | ۴٫۲۰۰٫۰۰۰                |
| ۸    | تجاوز از سرعت مجاز بیش از ۳۰ تا ۵۰ کیلومتر در ساعت                                                                                      | ۱٫۰۵۰٫۰۰۰                                                           | ۸۴۰٫۰۰۰    | ۶۳۰٫۰۰۰                  |
| ۹    | عبور از محل ممنوع | ۹۴۵٫۰۰۰                                                             | ۵۲۵٫۰۰۰    | ۲۱۰٫۰۰۰                  |
| ۱۰   | تجاوز به چپ از محور راه | ۷۸۷٫۵۰۰                                                             | ۶۳۰٫۰۰۰    | ۳۱۵٫۰۰۰                  |
| ۱۱   | عبور وسایل نقلیه از پیاده‌رو | ۶۵۰                                                                 | ۳۵۰        | ۱٫۵۰۰٫۰۰۰                |
| ۱۲   | عدم رعایت حق تقدم عبور | ۵۰۰                                                                 | ۳۰۰        | ۱۵۰                      |
| ۱۳   | دور زدن در محل ممنوع | ۷۵۰                                                                 | ۶۰۰        | ۳۰۰                      |
| ۱۴   | استفاده از تلفن همراه یا وسایل ارتباطی مشابه در حین رانندگی                                                                             | ۱٫۰۰۰٫۰۰۰                                                           | ۸۰۰        | ۴۰۰                      |
| ۱۵   | نقص فنی مؤثر یا نقص در سامانه (سیستم) روشنایی در شب                                                                                     | ۷۵۰                                                                 | ۶۰۰        | ۴۵۰                      |
| ۱۶   | عدم رعایت مقررات ایمنی حمل و نقل جاده ای مواد خطرناک                                                                                    | در ردیف ۲۰ ادغام شد                                                 |            |                          |
| ۱۷   | رانندگی با وسایل نقلیه عمومی بیش از زمان مجاز                                                                                           | ۶۰۰٫۰۰۰                                                             | ۵۰۰٫۰۰۰    | ۳۵۰٫۰۰۰                  |
| ۱۸   | عدم رعایت محدودیت‌های زمانی یا مکانی یا شرایط مندرج در گواهینامه از قبیل استفاده از عینک، سمعک، با تجهیزات خاص                           | ۶۰۰٫۰۰۰                                                             | ۵۰۰٫۰۰۰    | ۳۵۰٫۰۰۰                  |
| ۱۹   | عدم توجه به فرمان ایست یا پرچم مراقبین عبور و مرور محصلین با پلیس مدرسه                                                                 | ۶۰۰٫۰۰۰                                                             | ۵۰۰٫۰۰۰    | ۳۵۰                      |
| ۲۰   | عدم رعایت مقررات حمل بار | ۱٫۰۰۰٫۰۰۰                                                           | ۸۰۰        | ۶۰۰                      |
| ۲۱   | حمل تیرآهن، ورق‌های فلزی و امثال آن بدون رعایت شرایط ایمنی و مقرارت مربوط                                                                | ۷۵۰                                                                 | ۶۰۰        | ۴۵۰                      |
| ۲۲   | عدم رعایت مقررات حمل بارهای ترافیکی | در ردیف ۲۰ ادغام شد                                                 |            |                          |
| ۲۳   | نداشتن مجوز فعالیت راننده وسیله نقلیه عمومی                                                                                             | ۷۵۰                                                                 | ۶۰۰        | ۴۵۰                      |
| ۲۴   | عدم رعایت فاصله طولی و عرضی با وسیله نقلیه جلویی یا جانبی یا تصادف ناشی از عدم توجه به جلو                                              | ۶۰۰                                                                 | ۵۰۰        | ۳۵۰                      |
| ۲۵   | سبقت از سمت راست وسیله نقلیه دیگر در راه‌هایی که در هر طرف رفت و برگشت فقط یک خط عبوری وجود دارد یا با استفاده از شانه راه               | ۷۵۰٫۰۰۰                                                             | ۶۰۰٫۰۰۰    | ۴۵۰٫۰۰۰                  |
| ۲۶   | توقف در ابتدا و انتها پیچها، روی پل، داخل تونل و داخل با حریم تقاطع‌های راه‌آهن                                                           | ۶۰۰٫۰۰۰                                                             | ۴۵۰٫۰۰۰    | ۳۰۰٫۰۰۰                  |
| ۲۷   | نداشتن پلاک جلو، عقب یا ناخوانا بودن آن                                                                                                 | ۶۰۰٫۰۰۰                                                             | ۶۰۰٫۰۰۰    | ۶۰۰٫۰۰۰                  |
| ۲۸   | حرکت نکردن وسایل نقلیه بین دو خط یا تغییر خط حرکت بدون رعایت مقررات مربوطه در معابر خط‌کشی شده                                           | ۵۰۰٫۰۰۰                                                             | ۳۵۰٫۰۰۰    | ۱۰۰٫۰۰۰                  |
| ۲۹   | عبور وسایل نقلیه غیرمجاز از خطوط ویژه                                                                                                   | ۸۰۰٫۰۰۰                                                             | ۶۰۰٫۰۰۰    | –                        |
| ۳۰   | تجاوز از سرعت مجاز (تا ۳۰ کیلومتر از ساعت)                                                                                              | ۶۰۰                                                                 | ۴۵۰        | ۳۰۰                      |
| ۳۱   | عدم بارگیری صحیح و مهار ایمن محصولات | ۶۷۵٫۰۰۰                                                             | ۴۵۰٫۰۰۰    | ۳۰۰٫۰۰۰                  |
| ۳۲   | نداشتن گواهی معتبر معاینه فنی وسایل نقلیه                                                                                               | ۵۰۰٫۰۰۰                                                             | ۳۰۰٫۰۰۰    | ۲۰۰٫۰۰۰                  |
| ۳۳   | قصور در به کار بردن علائم ایمنی، هشدار دهنده حسب مورد در جلو، کنار و عقب وسیله نقلیه متوقف در سطح راه‌ها برابر ضوابط مربوطه              | ۴۵۰٫۰۰۰                                                             | ۳۰۰٫۰۰۰    | ۱۵۰٫۰۰۰                  |
| ۳۴   | توقف وسایل نقلیه در حاشیه راه‌ها برای فروش کالا                                                                                          | ۴۵۰٫۰۰۰                                                             | ۳۰۰٫۰۰۰    | ۱۵۰٫۰۰۰                  |
| ۳۵   | نداشتن آج مناسب در سطح اتکای لاستیک یا استفاده از لاستیک‌های فرسوده                                                                      | ۴۵۰٫۰۰۰                                                             | ۳۰۰٫۰۰۰    | ۱۵۰                      |
| ۳۶   | رانندگی با وسیله نقلیه دودزا | ۴۵۰٫۰۰۰                                                             | ۳۰۰٫۰۰۰    | ۱۵۰٫۰۰۰                  |
| ۳۷   | عدم استفاده از کلاه ایمنی توسط راننده و سرنشین موتور سیکلت                                                                              | ۶۰۰٫۰۰۰                                                             | ۶۰۰٫۰۰۰    | ۶۰۰٫۰۰۰                  |
|      | در حین رانندگی |                                                                     |            |                          |
| ۳۸   | عدم استفاده از کمربند ایمنی توسط راننده یا سرنشینان وسیله نقلیه در حال حرکت (غیر از استثنائات قانونی) در آزاد راه‌ها، بزرگراه‌ها و جاده‌ها | ۶۰۰٫۰۰۰                                                             | ۴۰۰٫۰۰۰    | ۲۰۰٫۰۰۰                  |
| ۳۹   | نداشتن بارنامه یا صورت وضعیت مسافری در وسایل نقلیه عمومی                                                                                | ۴۵۰٫۰۰۰                                                             | ۳۰۰٫۰۰۰    | ۱۵۰٫۰۰۰                  |
| ۴۰   | مغایرت مشخصات مسافر با محموله یا صورت وضعیت یا بارنامه صادر شده یا استفاده از یک بارنامه یا صورت وضعیت                                  | ۴۵۰                                                                 | ۴۵۰        | ۴۵۰                      |
| ۴۱   | عدم پرداخت عوارض مقرر در آزاد راه‌ها | ۳۰۰                                                                 | ۱۵۰        | –                        |

## استعلام خلافی خودرو[۱]
به منظور استعلام خلافی خودرو راه‌های متعددی وجود دارد که مهم‌ترین آنها موارد زیر است:

### مراجعه حضوری
دفاتر پلیس +۱۰ مرجع حضوری استعلام خلافی خودرو محسوب می‌شوند. هزینه دریافت برگه خلافی خودرو ۴۴۰۰ تومان به اضافه ۳۳۰۰ هزار تومان تعرفه رسیدگی غیرحضوری اجرائیات (بررسی کسر خلافی) است (سال ۹۷). بابت هر ردیف خلافی قابل اعتراض هم مبلغ ۳۰۰ تومان از شما دریافت می‌شود. علاوه بر این در صورتی که پرینت لیست جرائم شما بیشتر از ۳ برگ باشد برای هر برگ هم مبلغ ۳۰۰ تومان پرداخت خواهید کرد.
برای افرادی که مبلغ خلافی خودروی آنها بیش از ۱ میلیون تومان است مراجعه به دفاتر پلیس + ۱۰ فایده‌ای ندارد و این افراد باید به مراکز راهنمایی و رانندگی مراجعه کنند.

### استعلام اینترنتی خلافی خودرو
سایت پلیس راهور ناجا اصلی‌ترین و معتبرترین مرجع دریافت خلافی خودرو محسوب می‌شود. برای دریافت جریمه‌های پرداخت نشده خودرو کافی است به آدرس rahvar120.ir مراجعه کنید.
- اطلاعات سایت آفلاین است و به‌طور هفتگی آپدیت می‌شود.
- در صورت پرداخت جریمه از طریق سایت، اطلاعات بعد از ۷۲ ساعت در سامانه پلیس راهور درج می‌شود.
- سایت راهور ۱۲۰ برای آی‌پی‌های خارج از کشور بسته‌است لذا اگر قصد استعلام خلافی خودرو از این سایت را دارید باید با آی‌پی‌های داخل کشور و بدون VPN به سامانه پرداخت قبض خلافی مراجعه کنید.

علاوه بر سایت راهرو ناجا وب سایت‌های دیگری هم هستند که همین خدمات را ارائه می‌کنند و می‌توانید از آن‌ها استفاده کنید.

### استعلام پیامکی خلافی خودرو
یکی از اولین روش‌های دریافت غیرحضوری خلافی خودرو استفاده از پیامک است. برای این منظور برخلاف روش آنلاین که باید از کد ۸ رقمی یا شماره پلاک استفاده شود، کافی است کد ۱۷ رقمی VIN درج شده پشت کارت ماشین را به شماره ۱۱۰۱۲۰۲۰۲۰ پیامک کنید.

### استعلام خلافی خودرو با استفاده از کد USSD
برای استفاده از این روش کافی است کد *۱۱۰# را شماره‌گیری کنید و با ورود به سامانه پلیس ۱۱۰ درخواست استعلام خلافی خودرو را با وارد کردن Vin کد خودرو بدهید.

### استعلام خلافی خودرو با اپلیکیشن‌های موبایل
مجموعه‌های زیادی اقدام به تولید نرم‌افزارهای موبایلی خلافی خودرو کردند. اغلب این اپلیکیشن‌ها کاربرد یکسانی دارند و نتایج همه به واسطه استفاده از اطلاعات سایت ناجا یکسان است.
پیگیری گواهینامه رانندگی از طریق اینترنت: گواهینامه از گذشته تاکنون به تصدیقی گفته می‌شده‌است که به عنوان یک مدرک رسمی بوده‌است و فردی که گواهینامه دارد می‌توانست با وسایل نقلیه شامل سواری، موتور، کامیون و … رانندگی کند. گواهینامه رانندگی تنها به اشخاصی داده می‌شود که مراحل آن را شامل آزمون تئوری و عملی با موفقیت سپری کرده باشند.
متقاضیان در صورتی که بخواهند گواهینامه رانندگی خود را پیگیری نمایند می‌توانند از سامانه رهگیری مرسولات سازمانی استفاده نمایند البته باید دقت داشته باشید این سامانه مختص گواهینامه به تنهایی نیست و گزینه‌های دیگری مانند شناسنامه خودرو، کارت خودرو، اسناد موتورسیکلت، نظام وظیفه و دیوان عدالت اداری را شامل می‌شود.

## سامانه پیگیری گواهینامه رانندگی از طریق اینترنت
اگر شما هم مراحل دریافت گواهینامه را با موفقیت سپری کرده‌اید و حالا می‌خواهید که گواهینامه خود را رهگیری کنید می‌توانید از سامانه رهگیری مرسولات سازمانی استفاده نمایید: http://najatracking.post.ir با ورود به سامانه باید از قسمت جستجو نوع سند خود را وارد نمایید که شما باید برای رهگیری گواهینامه، گزینه گواهینامه را انتخاب نمایید. بعد از آن باید کد ملی خودتان را وارد کنید و اعداد کنترلی را به صورت دقیق در کادر مربوطه تایپ نمایید و در نهایت جستجو را کلیک نمایید.
بعد از چند دقیقه نتایج برای شما نشان داده می‌شود و شما می‌توانید مشاهده کنید که گواهینامه‌تان در چه مرحله‌ای است. از زمانی که گواهینامه صادر می‌شود تا زمانی که به آدرس درج شده مدارک گواهینامه تحویل داده شود در سامانه ثبت می‌شود.

### پیگیری گواهینامه رانندگی از طریق اینترنت
لازم است بدانید این سامانه پس از گسترش سیستم مبادله یکپارچه پستی در کل کشور راه اندازی شده‌است که به صورت دقیق است و اطلاعاتی که در سامانه ثبت می‌شود شامل تاریخ و ساعت قبول، نام فرستنده و نام گیرنده، وزن و کرایه پستی و نمایش نوع سرویس است.

### پیگیری گواهینامه رانندگی از طریق اس‌ام‌اس (پیامک)
یکی دیگر از راهکارهای بسیار ساده برای پیگیری گواهینامه استفاده از مرکز خدمات پیامکی سامانه ۱۱۰۰ است، این مرکز توسط پلیس +۱۰ راه‌اندازی شده‌است. اگر می‌خواهید گواهینامه‌تان را پیگیری کنید عدد ۱ را به این سامانه ارسال نمایید با ارسال این پیامک درستی شماره تماس و کد ملی شما توسط این سامانه چک می‌شود، شما به راحتی با این روند می‌توانید از روند پرونده خود در صدور گواهینامه رانندگی باخبر شوید.

### پیگیری گواهینامه رانندگی جدید از طریق تلفن
یکی دیگر از راهکارهای پیگیری گواهینامه رانندگی استفاده از شماره تماس‌هایی است که مرکز صدور گواهینامه در اختیار شما قرار می‌دهد که بتوانید از راحت‌ترین راه گواهینامه رانندگی خودتان را پیگیری نمایید. اگر بیش از ۴۰ روز از امتحان رانندگی شما گذشته‌است، و هنوز خبری از گواهینامه‌تان نیست می‌توانید با شماره تماس‌های ۸۱۲۵۳۵۷۳ و ۸۱۲۵۳۵۶۱ در ارتباط باشید.

### پیگیری گواهینامه رانندگی از خدمات پلیس + ۱۰
یکی دیگر از راهکارهای پیگیری گواهینامه رانندگی مراجعه به مرکز خدمات پلیس + ۱۰ است، شما با مراجعه به این مراکز می‌توانید از آخرین وضعیت گواهینامه رانندگی خودتان با خبر شوید. برای پیگیری گواهینامه بعد از قبولی می‌توانید شماره ملی خود را به شماره ۱۱۰۱۲۰۲۰۱۰ ارسال نمایید.